# 田島芽瑠
田島芽瑠（日语：／ Tashima Meru */?，2000年1月7日—）是日本女藝人，為女子偶像團體HKT48 Team H前成員，福岡縣福岡市出身，所屬經紀公司為Mama & Son。2012年以HKT48二期生身分出道。2022年4月3日自HKT48畢業，以演員為活動重心。

## 經歷
2011年9月，田島參加早安少女組。的第10期徵選會。當時小六的田島雖然一路晉身到只剩下10個人的合宿審查，但在最後一關審查止步，未能加入早安少女組。
2012年6月23日，田島通過HKT48二期生徵選，徵選時唱的歌曲是生物股長的《開心大笑》。因為她曾參與早安少女組徵選會，故其加入HKT48的消息在早安少女組的歌迷間引起話題。此外，以AKB48總製作人秋元康為首的審查員亦將她跟SKE48的高知名度成員松井珠理奈相提並論，稱她為「第二個松井珠理奈」。。9月23日，在HKT48劇場首次公開亮相，演唱《想見你》一曲。9月30日，出演HKT48研究生「Party開始了」公演，於劇場公演出道。12月5日發行的AKB48第AKB48發行第29張單曲《永遠的壓力》，其中收錄了HKT48第一首原創歌曲《初戀蝴蝶》，田島擔任此歌曲的Center。 
2013年2月15日，HKT48首個代言的電視廣告櫃子的健的「櫃子舞」篇開始播出，也是她站在所有成員的中央。2月20日發行的AKB48第30張單曲《So long!》的收錄曲《Waiting room》，與川榮李奈共同擔任Center。3月20日發行的HKT48出道單曲《喜歡！喜歡！小跳步！》，田島首次擔任HKT48單曲的Center。田島並非一期生，但在HKT48出道單曲中擔任Center，此為AKB48集團中所有出道單曲裡的首例。5月22日發行的AKB48第31張單曲《再見自由式》，首次進入AKB48單曲選拔。6月6日，於「AKB48第32張單曲選拔總選舉」中獲得13,246票，得到第55名，為「Future Girls」，同時是首次進入圈內。7月20日，於「AKB48 2013盛夏的巨蛋巡迴〜還有許多 不得不做的事情〜」福岡巨蛋場次上，宣布與朝長美櫻、AKB48的小嶋真子、西野未姬、冈田奈奈、SKE48的北川綾巴以及NMB48的澀谷凪咲，組成AKB48首個研究生衍生組合「小瓢蟲Chu!」。9月4日發行的HKT48第二張單曲《哈蜜瓜汁》，和朝長美櫻共同擔任Center，這也是HKT48第二次以研究生擔任單曲Center，AKB48集團首次以研究生擔任單曲雙Center的紀錄。
2014年1月11日，於大分縣iichiko剧场“HKT48九州7县巡演～和可爱的孩子们一起旅行～”的第一天夜公演中，宣布升格到Team H。3月12日發行的HKT48第三張單曲《櫻花，大家一起來品嚐》，再次與朝長美櫻共同擔任Center。6月7日，於「AKB48第37張單曲選拔總選舉」中獲得18,875票，獲得第38名，為「Next Girls」。
2015年6月6日，於「AKB48第41張單曲選拔總選舉」中，獲得22,191票，得到第32名，為「Under Girls」。
2016年6月18日，於「AKB48第45張單曲選拔總選舉」中，獲得21,864票，得到第43名，為「Next Girls」。
2017年6月18日，於「AKB48第49張單曲選拔總選舉」中，獲得24,458票，得到第40名，為「Next Girls」。
2018年6月16日，於「AKB48第53張單曲世界選拔總選舉」中，得到31,111票，獲得第26名，為「Under Girls」。
2022年1月15日，於R24「博多Refresh」公演中宣布畢業。3月14日，在HKT48劇場舉行畢業公演。4月3日，參加於博多國際展示場＆會議中心舉行的HKT48第二張專輯《Outstanding》劇場盤發售記念「2shot寫真會」，正式從HKT48畢業。4月4日，移籍經紀公司至Mama & Son。

## 人物
田島的名字「芽瑠」（Meru）來自法語「mer」，意思是「海」，由喜歡法國的父母所取，寄願「如大海般豐盛，帶着笑容茁壯成長」。
小時候志願成為歌手的她喜歡的歌手有大塚愛和生物股長的吉岡聖惠等，喜歡的歌曲則有大塚愛的《櫻桃》和生物股長《YELL》等等。她曾在綜藝節目《HaKaTa百貨店》中演唱《隨着風吹》一曲。除了唱歌外，還很喜歡看書，曾當過地區報紙的「兒童記者」。
喜歡吃話梅。

## 參與歌曲
- 標註「★」符號者表示該首歌曲有拍攝MV。

### 單曲
HKT48
|      | 發行日期       | 單曲名稱               | 參與歌曲名稱            | 名義                 | 收錄於 | MV | 備註                           |
| ---- | -------------- | ---------------------- | ----------------------- | -------------------- | ------ | -- | ------------------------------ |
| 1st  | 2013年03月20日 | 喜歡！喜歡！小跳步！   | 喜歡！喜歡！小跳步！    |                      | 全版本 | ★  | A面曲 Center                   |
| 1st  | 2013年03月20日 | 喜歡！喜歡！小跳步！   | 求求你华伦亭            |                      | 全版本 |    | Center                         |
| 1st  | 2013年03月20日 | 喜歡！喜歡！小跳步！   | 单相思的唐扬            | 甘口姬               | Type-A | ★  |                                |
| 2nd  | 2013年09月04日 | 哈密瓜汁               | 哈密瓜汁                |                      | 全版本 | ★  | A面曲 與朝長美櫻共同擔任Center |
| 2nd  | 2013年09月04日 | 哈密瓜汁               | 希望的海流              | 甘口姬               | Type-A | ★  |                                |
| 2nd  | 2013年09月04日 | 哈密瓜汁               | 浪聲之音樂盒            |                      | Type-C |    |                                |
| 3rd  | 2014年03月12日 | 櫻花，大家一起來品嚐   | 櫻花，大家一起來品嚐    |                      | 全版本 | ★  | A面曲 與朝長美櫻共同擔任Center |
| 3rd  | 2014年03月12日 | 櫻花，大家一起來品嚐   | 你怎麼了？              |                      | 全版本 |    | 與指原莉乃共同擔任Center       |
| 3rd  | 2014年03月12日 | 櫻花，大家一起來品嚐   | 已讀無視                | Team H               | Type-A | ★  | Center                         |
| 3rd  | 2014年03月12日 | 櫻花，大家一起來品嚐   | 因為喜歡你（博多腔版）  |                      | 劇場盤 |    |                                |
| 4th  | 2014年09月24日 | 有所保留的我愛你！     | 有所保留的我愛你！      |                      | 全版本 | ★  | A面曲                          |
| 4th  | 2014年09月24日 | 有所保留的我愛你！     | 現在 正想著你           |                      | 全版本 |    |                                |
| 4th  | 2014年09月24日 | 有所保留的我愛你！     | 偶像的王者              | Team H               | Type-A | ★  | Center                         |
| 5th  | 2015年04月22日 | 12秒                   | 12秒                    |                      | 全版本 | ★  | A面曲                          |
| 5th  | 2015年04月22日 | 12秒                   | 搖滾吧，人生就是…       |                      | 全版本 | ★  |                                |
| 5th  | 2015年04月22日 | 12秒                   | 變色龍女高中生          | Team H               | Type-B | ★  |                                |
| 6th  | 2015年11月25日 | 吵死了！               | 吵死了！                |                      | 版本   | ★  | A面曲                          |
| 6th  | 2015年11月25日 | 吵死了！               | 黃昏的二人車            |                      | 全版本 |    |                                |
| 6th  | 2015年11月25日 | 吵死了！               | Buddy                   | Team H               | Type-A | ★  |                                |
| 7th  | 2016年04月13日 | 給74億分之1的你        | 給74億分之1的你         |                      | 全版本 | ★  | A面曲                          |
| 7th  | 2016年04月13日 | 給74億分之1的你        | Chain of love           |                      | 全版本 |    |                                |
| 7th  | 2016年04月13日 | 給74億分之1的你        | 愛因斯坦比戴安娜·艾格倫 | NakoMiku＆MeruMio    | Type-C | ★  |                                |
| 8th  | 2016年09月07日 | 最棒了唷               | 最棒了唷                |                      | 全版本 | ★  | A面曲                          |
| 8th  | 2016年09月07日 | 最棒了唷               | 把夜空的月亮吞下        | Team H               | Type-A | ★  |                                |
| 9th  | 2017年02月15日 | BUG也無妨              | 不可避免的情人          |                      | 全版本 | ★  |                                |
| 9th  | 2017年02月15日 | BUG也無妨              | HKT48家族               |                      | 劇場盤 |    |                                |
| 10th | 2017年08月02日 | 接吻真的只能慢慢來嗎？ | 接吻真的只能慢慢來嗎？  |                      | 全版本 | ★  | A面曲                          |
| 10th | 2017年08月02日 | 接吻真的只能慢慢來嗎？ | 浪漫的疾病              |                      | 劇場盤 |    |                                |
| 11th | 2018年05月02日 | 快進的日曆             | 快進的日曆              |                      | 全版本 | ★  | A面曲                          |
| 11th | 2018年05月02日 | 快進的日曆             | 不想當成是季節的錯      |                      | 全版本 |    | Center                         |
| 12th | 2019年4月10日  | 意志                   | 意志                    |                      | 全版本 | ★  | A面曲                          |
| 12th | 2019年4月10日  | 意志                   | 从谁开始握手            |                      | 全版本 |    |                                |
| 12th | 2019年4月10日  | 意志                   | 无论何时都在身旁        |                      | Type-A | ★  |                                |
| 13th | 2020年4月22日  | 3-2                    | 3-2                     |                      | 全版本 | ★  | A面曲                          |
| 13th | 2020年4月22日  | 3-2                    | 會說話的Jukebox         | 榮光的迷宮CM選拔2020 | 全版本 | ★  |                                |
| 13th | 2020年4月22日  | 3-2                    | 青春的出口              |                      | 劇場盤 |    |                                |
| 14th | 2021年5月12日  | 想和你一起去某個地方   | 想和你一起去某個地方    | 燕選拔               | 全版本 | ★  | A面曲                          |

AKB48
|      | 發行日期       | 單曲名稱           | 參與歌曲名稱         | 名義          | 收錄於    | MV | 備註                     |
| ---- | -------------- | ------------------ | -------------------- | ------------- | --------- | -- | ------------------------ |
| 29th | 2012年12月05日 | 永远的压力         | 初恋蝴蝶             | HKT48         | Type-C    | ★  | Center                   |
| 30th | 2013年02月20日 | So long!           | Waiting Room         | Under Girls   | 全版本    | ★  | 與川榮李奈共同擔任Center |
| 31st | 2013年05月22日 | 再见自由式         | 再见自由式           |               | 全版本    | ★  | A面曲 初次进入AKB48选拔  |
| 32nd | 2013年08月21日 | 戀愛幸運餅         | 估計果醬             | Future Girls  | Type-K    | ★  |                          |
| 33rd | 2013年10月30日 | 真心電流           | 只給你的Chu!Chu!Chu! | 小瓢蟲Chu!    | Type-B    | ★  |                          |
| 34th | 2013年12月11日 | 倘若在梧桐樹什麼的 | 眨眼3次              | HKT48         | Type-H    | ★  |                          |
| 34th | 2013年12月11日 | 倘若在梧桐樹什麼的 | 選擇了的彩虹         | 小瓢蟲Chu!    | 劇場版    |    |                          |
| 35th | 2014年02月26日 | 勇往直前           | 比起昨天更喜歡你     | Smiling Lions | 全版本    | ★  |                          |
| 36th | 2014年05月21日 | 拉布拉多尋回犬     | 拉布拉多尋回犬       |               | 全版本    | ★  | A面曲                    |
| 37th | 2014年08月27日 | 心意告示牌         | 一個夏季的反抗期     | Next Girls    | Type-A    | ★  |                          |
| 38th | 2014年11月26日 | 希望無限           | 現在、Happy          | 玫瑰組        | Type-A    | ★  |                          |
| 39th | 2015年03月04日 | Green Flash        | 大人列車             | HKT48         | Type-H    | ★  |                          |
| 40th | 2015年05月20日 | 我們不戰鬥         | 「男生」列入研究對象 | 小瓢蟲Chu!    | Type-A    | ★  |                          |
| 41st | 2015年08月26日 | Halloween Night    | 再見沖浪板           | Under Girls   | Type-A、B | ★  |                          |
| 43rd | 2016年03月09日 | 你就是旋律         | Make noise           | HKT48         | Type-C    | ★  |                          |
| 45th | 2016年08月31日 | LOVE TRIP/分享幸福 | 沒進化嘛             | Next Girls    | Type-C    | ★  |                          |
| 46th | 2016年11月16日 | High Tension       | 清純疲勞             | 小瓢蟲Chu!    | Type-E    | ★  |                          |
| 47th | 2017年03月15日 | Shoot Sign         | 轉不停的摩天輪       | HKT48         | Type-C    | ★  |                          |
| 48th | 2017年05月31日 | 空有願望           | 前兆                 | HKT48         | Type-A    | ★  |                          |
| 49th | 2017年08月30日 | #就是喜歡你        | 不知所措猶豫不決     | Next Girls    | Type-A    | ★  |                          |
| 51st | 2018年03月14日 | Ja-Ba-Ja           | 直到倒下為止         | HKT48         | Type-C    | ★  |                          |
| 53rd | 2018年09月19日 | 感傷列車           | 涼鞋成就不了的愛情   | Under Girls   | 全版本    | ★  |                          |

### 專輯
HKT48
|     | 發行日期       | 專輯名稱    | 參與歌曲名稱      | 名義                 | 收錄於 | 備註   |
| --- | -------------- | ----------- | ----------------- | -------------------- | ------ | ------ |
| 1st | 2017年12月27日 | 092         | 食指的子弹        |                      | 全版本 | 主打曲 |
| 1st | 2017年12月27日 | 092         | 2018年之橋        |                      | Type-A |        |
| 1st | 2017年12月27日 | 092         | 我們的Stand By Me |                      | Type-B |        |
| 1st | 2017年12月27日 | 092         | Fan Meeting       | F24                  | Type-C |        |
| 2nd | 2021年12月2日  | Outstanding | 突然 Do love me！ |                      | 全版本 | 主打曲 |
| 2nd | 2021年12月2日  | Outstanding | SNS WORLD         | 榮光的迷宮CM選拔2021 | Type-A | Center |

AKB48
|     | 發行日期       | 專輯名稱                     | 參與歌曲名稱    | 名義       | 收錄於          | 備註 |
| --- | -------------- | ---------------------------- | --------------- | ---------- | --------------- | ---- |
| 5th | 2014年1月22日  | 未来轨迹                     | 微笑捉迷藏      | 小瓢虫Chu! | Type-B          |      |
| 6th | 2015年1月21日  | 這裡是羅德斯島、在這裡跳吧！ | Birth           |            | Type-A          |      |
| 7th | 2015年11月18日 | 0與1之間                     | 小瓢蟲Chu!尋覓! | 小瓢蟲Chu! | THEATER EDITION |      |

### 劇場公演
- HKT48研究生公演「Party开始了」公演：《裙襬飄飄》

## 演出

### 電視劇
- 女子高警察（日语：女子高警察）（2013年10月27日－2014年3月17日，富士電視台）：「小瓢蟲Chu!」主演電視連續劇[42]
- 馬路須加學園0 木更津亂鬥篇（2015年11月29日，日本電視台、Hulu）：飾演 擴音器（メガホン）[43][44]
- 福岡戀愛白書（日语：福岡恋愛白書）9  仰望月亮和太陽（2014年3月21日，九州朝日放送）：飾演 樋口葵[45]
- AKBLove夜 戀愛工場（日语：AKBラブナイト 恋工場） 第4集「初戀」（2016年4月28日，TELASA、朝日电视动画）：飾演 惠麻（單篇主演）[46]
- 吉祥寺Losers（2022年4月11日－6月27日，東京電視台）：飾演 望月舞[47][48]
- 線上短劇「年下日記online」（2020年7月3日－、全12話，LINE NEWS VISION）：主演 田島芽瑠 / 嶋田先生[49]

### 舞台劇
- HKT48指原莉乃座長公演（2015年4月8日－23日，明治座／8月15日－31日，博多座）：飾演 [50]
- 武樂「神曲 修羅六道」（2022年5月1日，東京藝術劇場 樂池）：飾演 神功皇后[51][52]
- Dramatic Highschool（2022年10月7日－16日，品川王子大飯店 eX俱樂部）：飾演 鈴木祐實[53]
- 第77回文化廳藝術祭參演作品、為紀念但丁逝世七百年：武樂《神曲 修羅六道》（2022年11月5日，IHI Stage Around東京）：飾演 神功皇后[54]
- POLARIS主辦 推理遊戲喜劇 「謀殺謀殺」～跳舞的貴婦人～（2022年11月20日，北澤市民會館）[55]
- 明治座創業150週年前夜祭舞台劇《大逆轉！大江戶櫻譽盛典》（2023年3月4日－28日，明治座）：飾演 おはる[56]
- ふるさとチョイス Presents 音樂劇《聖誕頌歌2023》（2023年12月7日－13日，東京電影俱樂部）：飾演 Kate（女主角）[57]
- 舞台劇《牛骨湯》（2024年1月12日－14日，中目黑KinKero劇場）：飾演 凪沙[58]
- ぱすてるからっと 舞台「悪役令嬢イミテーション」（2024年4月25日－29日CBGK劇場）：飾演 スクルド（與柴田茉莉雙主演）[59]
- 枕詞（2024年7月4日－8日，池袋Owlspot劇場）：飾演 高濱美波（高濱みなみ）[60]
- 福岡市民ホール開館記念 中ホール初回公演 万能グローブ ガラパゴスダイナモス×ゴジゲン×小山田壯平「見上げんな!」（2025年4月4日－6日，福岡市民會館中廳／4月17日－20日，近鐵藝術館／4月24日－27日，新國立劇場 小劇場）：飾演 三月（主演）[61]

### 電影
- 哭泣的赤鬼（2019年6月14日，KADOKAWA）：飾演 溝口遙[62]
- 戰國女孩與劍道男孩（2020年製作作品）[63]
- 斷捨離天堂（2022年7月22日，SKIP CITY國際D電影節 特別邀請作品）[64]
- 頂點之劍（2024年11月15日，Thinca）：飾演 沖田麻里[65][66]

### 電台節目
- HKT48 夜裡聽廣播（日语：HKT48 ラジオ聴かナイト!）（2014年12月14日－2022年4月3日，KBC電台）- 準班底成員[67]

### 電視動畫
- 大人的防具店II（TOKYO MX，2021年2月5日）：飾演 謎樣的客人[68][69]

### 廣告
- うまかっちゃん（日语：うまかっちゃん）「うまか学園」篇（2013年8月5日－，好侍食品）[70]

### 平面代言
- 天神Big Bang 安利美特福岡PARCO（2020年－）- 形象大使[71]
- 北九州市 育兒環境推廣大使（2021年10月29日－）[3]

### 活動
- 博多座神樂祭（2021年12月8日，博多座）- 導覽主持[72]

## 書籍

### 寫真集
- SUMMER CANDY 2017（2017年8月31日，東京新聞通信社）[73]

### 網絡連載
- 小説丸（2018年5月15日 - ，小学館） -「読メル幸せ」連載[74]

## 外部連結
- 田島芽瑠官方網站（日語）
- Mama & Son個人介紹頁 （页面存档备份，存于）（日語）
- HKT48個人介紹頁（日語）
- 田島芽瑠的X（前Twitter）（日語）
- 田島芽瑠的Instagram帳戶（日語）
- 田島芽瑠的Threads（日語）
- 田島芽瑠 官方755 （页面存档备份，存于）（日語）
- 田島芽瑠的Google+（日語）
- 田島芽瑠的TikTok（日語）
- YouTube上的田島芽瑠頻道（日語）